# Robert voor beste lange animatiefilm
De Robert voor beste lange animatiefilm (Deens: Årets lange fiktion/animation) is een filmprijs die jaarlijks op de Robertfest uitgereikt wordt door de Danmarks Film Akademi. Onder Lange Fictie\Animatie wordt verstaan een film met een duur van tussen de 25 en de 60 minuten.

## Winnaars
| Jaar | Regisseur             | Filmtitel       |
| ---- | --------------------- | --------------- |
| 2007 | Heidi Maria Faisst    | Liv             |
| 2008 | Martin de Thurah      | Ung mand falder |
| 2009 | Christian Tafdrup     | En forelskelse  |
| 2010 | Julie Bille           | Bobby           |
| 2011 | Carsten Holst         | Limboland       |
| 2012 | Asger Krøjer Kallesøe | Min bror Karim  |